# 西利亞帕塔區
9°45′30″S 76°46′32″W / 9.7584°S 76.7756°W
西利亞帕塔區（西班牙語：Distrito de Sillapata），是秘魯的一個區，位於該國中部瓦努科大區的五月二日省，始建於1951年9月18日，面積70.5平方公里，海拔高度3,438米，2005年人口3,291，人口密度每平方公里47人。